# المعاهدة الأمريكية التونسية (1797)
المعاهدة الأمريكية التونسية تم توقيعها في 28 أغسطس 1797 بين الولايات المتحدة الأمريكية و دولة تونس التي كانت تابعة للإمبراطورية العثمانية. وجاء في البند الأول من المعاهدة:
فليكن هناك سلام دائم بين الولايات المتحدة الأمريكية والباشا العظيم، باي تونس، وكذلك الصداقة الدائمة، والتي ستزيد أكثر وأكثر.
وفرت هذه المعاهدة حماية للأمريكيين بتكلفة أعلى مما فرضته المعاهدة مع طرابلس. [بحاجة لمصدر]

## وصلة خارجية
- نص المعاهدة